# ماوريتسيو غوتشي
ماوريتسيو غوتشي (26 سبتمبر 1948 - 27 مارس 1995) كان رجل أعمال إيطالي ورئيسًا لدار أزياء غوتشي. كان نجل الممثل رودولفو غوتشي، وحفيد مؤسس شركة غوتشي غوتشيو غوتشي. في 27 مارس 1995، أُغتيل على يد قاتل مأجور استأجرته زوجته السابقة باتريزيا ريجياني.

## النشأة والمسيرة المهنية
ولد ماوريتسيو غوتشي في 26 سبتمبر 1948 في فلورنسا وهو الطفل الوحيد للممثل رودولفو غوتشي والممثلة ساندرا رافيل.  في عام 1972، انتقل ماوريتسيو إلى مدينة نيويورك للعمل في شركة غوتشي مع عمه ألدو غوتشي.  في أوائل الثمانينيات، عاش في شقة بنتهاوس فاخرة في البرج الأولمبي، أهداها له والده.   في عام 1982، عاد إلى ميلانو، وفي عام 1983، أطلق معركة قانونية ضد عمه ألدو للسيطرة على غوتشي بعد أن أصبح المساهم الأكبر بعد وفاة والده.   
في عام 1986، هرب ماوريتسيو إلى سويسرا لتجنب الملاحقة القضائية بعد أن اتهمه ألدو، سعيًا للانتقام، بتزوير توقيع والده لتجنب دفع ضرائب الميراث. وقد أُدين في البداية، ولكن تمت تبرئته فيما بعد.   في عام 1988، تم بيع 47.8% من غوتشي إلى صندوق الاستثمار البحريني إنفستكورب. 
تم تعيين ماوريتسيو غوتشي رئيسًا لمجموعة غوتشي في عام 1989  من عام 1991 إلى عام 1993، كانت الأوضاع المالية لغوتشي في المنطقة الحمراء. تم إلقاء اللوم على ماوريتيسو غوتشي لإنفاقه بإسراف على مقر الشركة في فلورنسا وميلانو.  وواصل بيع أسهمه المتبقية في الشركة في عام 1993 مقابل 170 مليون دولار لشركة إنفستكورب، منهيًا ارتباط عائلة غوتشي بالشركة. 

## علاقاته
في عام 1972، تزوج من باتريزيا ريجياني، وأنجب منها ابنتان، أليساندرا وأليغرا.  ولدت أليساندرا غوتشي في 28 يونيو 1976، وولدت أليجرا غوتشي في 27 يناير 1981. 
والد ماوريتسيو، رودولفو غوتشي، لم يوافق في الأصل على زواجهما، واصفًا باتريزيا بأنها "متسلقة اجتماعية لا تفكر في شيء سوى المال".  في 21 مارس 1985، أخبر ماوريتسيو زوجته أنه ذاهب في رحلة عمل قصيرة إلى فلورنسا. وفي اليوم التالي، 22 مارس، أرسل صديقاً ليخبر زوجته أنه لن يعود، وأن الزواج قد انتهى. واعتبر الاثنان منفصلين.  
من عام 1984 إلى عام 1990، واعد غوتشي شيري ماكلولين لاود، وهي عارضة أزياء أمريكية من أورانج، كونيتيكت. كانت ماكلولين لاود تبلغ من العمر 26 عامًا وقت لقائهما الأول؛ وغوتشي 35 عامًا. التقى الاثنان في مدينة بورتو سيرفو بسردينيا خلال بطولة العالم لفئة 12 مترًا لكأس أمريكا 1987 القادمة بعد أن انضمت ماكلولين لاود إلى طاقم ماوريتسيو للإبحار في هذا الحدث، حيث قامت بتدريب وتعليم أعضاء طاقم غوتشي الآخرين. كان كل من غوتشي وماكلولين لاود متزوجين من أشخاص آخرين في ذلك الوقت، وأفادت ماكلولين لاود أنها رأت غوتشي مع باتريزيا ريجياني من وقت لآخر. تدّعي ماكلولين لاود أن غوتشي ترك زوجته في عام 1985 بسبب علاقة غرامية معها؛ كان غوتشي يلاحق ماكلولين لاود بلا هوادة تحت ستار الرغبة في عرض وظيفة على ماكلولين لاود، وتعقبها هي وزوجها إلى كليرووتر، فلوريدا، والاتصال بها كل يوم. طلقت ماكلولين لاود زوجها عام 1988، واستأجر لها غوتشي شقة في مدينة نيويورك. دفع غوتشي أيضًا ثمن سفر ماكلولين لاود في رحلات كونكورد منتظمة بين الولايات المتحدة ولندن أو باريس لزيارته، حيث سيقودها غوتشي بعد ذلك إلى سانت موريتز، سويسرا، في سيارته الرياضية السوداء فيراري. 
حصلت لاود على وظيفة في دار سوثبيز للمزادات عام 1988، وانتقلت إلى لندن، مما سهّل عليها وعلى غوتشي رؤية بعضهما البعض. كان غوتشي شغوف بها، لكن لاود ادّعت أنه لا يريدها أن تنتقل إلى ميلانو، حيث كان يعتقد أن القواعد الاجتماعية الصارمة - والشخصيات الاجتماعية في ميلانو - "ستجعلهما بائسين". وفي العام نفسه، أجبر غوتشي أفراد عائلته المتبقين على ترك شركة الأزياء. ستواصل ماكلولين لاود مقابلة غوتشي في مدن الموانئ الأوروبية - بريمن، ومونت كارلو، وبالما دي مايوركا - للمساعدة في استعادة يخت غوتشي الشراعي التاريخي الثمين، الكريول. ومع ذلك، بدأت الدراما بين غوتشي وزوجته التي ستصبح زوجته السابقة باتريزيا ريجياني، والسفر المستمر بين الولايات المتحدة وأوروبا، تلقي بثقلها على ماكلولين لاود في عام 1989. أخبرت غوتشي أنها تريد إنهاء علاقتهما، على الرغم من أنها قالت إنها ستظل تحبه دائمًا. أرادت ماكلولين لاود أيضًا الاستقرار وتكوين أسرة و"عيش حياة طبيعية". أنهت هي وغوتشي علاقتهما في النهاية لهذا السبب، حيث صرّح غوتشي أنه يريد التركيز أكثر على الشركة والتصالح مع ابنتيه من زواجه السابق، أليساندرا وأليغرا. انتقلت ماكلولين لاود لاحقًا للعمل لدى فوغ كمحررة تسويق، حيث علمت بمقتل غوتشي عبر مكالمة هاتفية مع محامي غوتشي، ألان تاتل، في عام 1995. 
في عام 1990، بدأ غوتشي بمواعدة باولا فرانشي، صديقة الطفولة التي حضرت حفل زفافه مع باتريزيا، بعد أن التقى الاثنان في نادٍ خاص في سان موريتز، سويسرا.  كلاهما كانا يعانيان من زيجات غير سعيدة. ومع فرانشي وزوجها جورجيو كولومبو، أصبحت فرانشي شريكة غوتشي. طلقت فرانشي كولومبو في عام 1991.   تم الانتهاء من طلاق ماوريتسيو غوتشي من ريجياني في عام 1994.
في عام 2022، أصدرت أليغرا غوتشي، ابنة ماوريتسيو الصغرى، كتابها انتهت اللعبة (بالإيطالية: Fine dei Giochi )، والذي يدور حول تداعيات مقتل والدها وإدانة والدتها.  
اعتبارًا من عام 2022، أصبح لدى ماوريتسيو ثلاثة أحفاد من خلال ابنتيه، أليساندرا وأليغرا، اللتين تزوجا في ذلك الوقت منذ وفاة ماوريتسيو. لدى أليساندرا غوتشي ابن واحد من زوجها، ويقيم الثلاثة إقامة دائمة في سويسرا.  تزوجت أليغرا غوتشي من إنريكو باربيري في سانت موريتز، سويسرا، في حفل مدني في 24 نوفمبر 2011، ثم في حفل ديني في 20 ديسمبر 2011. الزوجان لديهما طفلان. 

## اغتياله
في 27 مارس 1995، أطلق قاتل مأجور النار على غوتشي على الدرج خارج مكتبه أثناء وصوله إلى العمل.  وأُدينت زوجته السابقة باتريزيا ريجياني في عام 1998 بالتخطيط للقتل.  وبحسب المدّعين، كانت دوافع ريجياني مزيجًا من الغيرة والمال والاستياء تجاه زوجها السابق.  أمضت 18 عامًا في السجن، وأُطلق سراحها في أكتوبر 2016. 